# Cultura Srubna

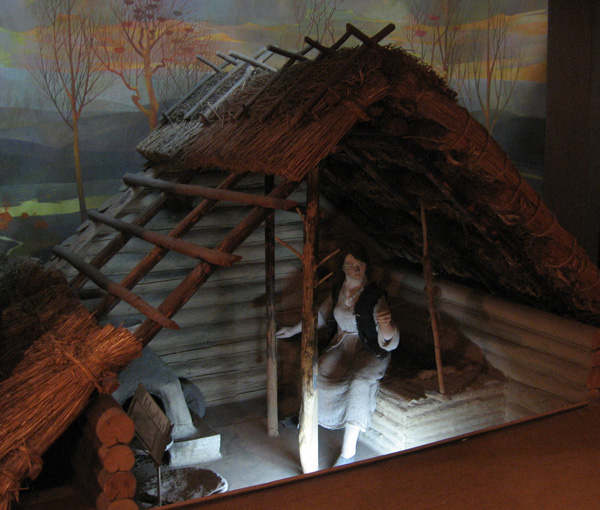
Una cabana reconstruïda de la cultura Srubna

La cultura Srubna (en rus, культура Срубная; en ucraïnès, культура Зрубна), va ser una cultura de l'Edat del bronze tardà (1600 aC-1200 aC). És una successora de la cultura de les catacumbes tardà i de la cultura Poltavka, així com de la cultura Potapovka.
Va ocupar la zona al llarg i per sobre de la costa nord de la mar Negra, des del Dnièper cap a l'est al llarg de la base nord del Caucas a la zona contigua a la costa nord de la mar Càspia, i cap a l'oest de les muntanyes Urals pujant contra el domini de la propera i contemporània cultura d'Andrónovo.
El seu nom prové de la paraula russa cруб (srub), «marc de fusta», per la forma que construïen les seves tombes, amb parts d'animals enterrades amb el cos.
La seva economia es basava en l'agricultura i la ramaderia de forma mixta. S'ha suggerit que els cimmeris històrics són descendents d'aquesta cultura.
Un estudi sobre la variació de l'ADN entre els antics europeus va trobar que de les 6 mostres extretes dels llocs de la cultura Srubna tenien un haplogrup Y-ADN i que tots pertanyien a l'haplogrup R1a, quatre d'ells al subclade R1a-Z93, que és comú entre els indoiranians actuals.
La cultura Srubna va ser succeïda pels escites i els sàrmates en el 1r mil·lenni abans de Crist, i pels khàzars i els kiptxaks en el primer mil·lenni després de Crist.
|  |  |  |  |

## Genètica

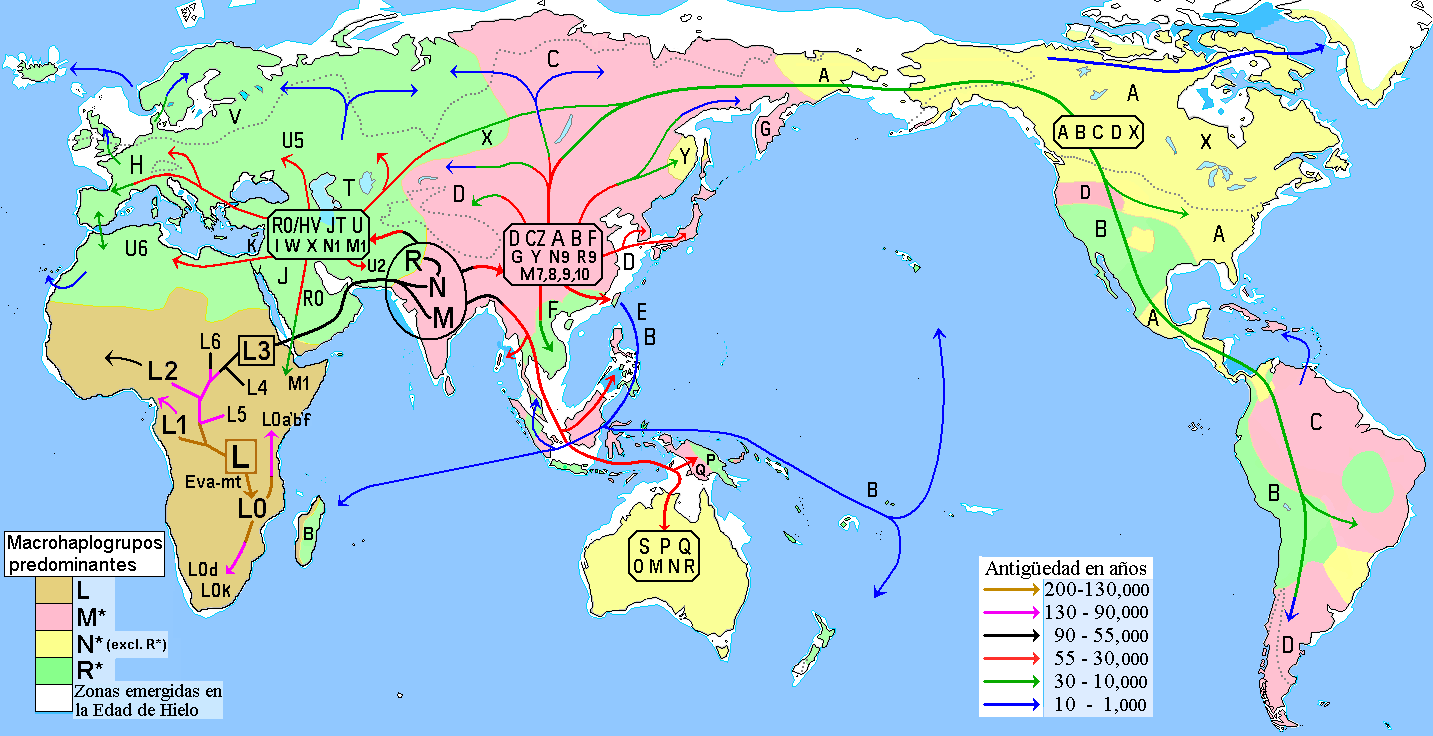
Migracions humanes en haplogrups mitocondrials

En un estudi publicat el 10 d'octubre de 2015, es van estudiar 14 individus de la cultura Srubna. Les extraccions del 100% dels homes (sis homes de cinc diferents cementiris) estaven determinades per l'haplogrup Y- ADN R1a1.
En les extraccions d'ADN mitocondrial (mtDNA) de catorze individus es va veure que cinc mostres pertanyien a l'haplogrup H, quatre mostres a l'haplogrup U5, dues mostres al T1, una mostra al T2, una mostra al K1B, una al J2b i una al I1a.
Llista detallada de les 14 persones estudiades:
- Enterraments kurgan al cementiri Spiridonovka IV:
  - kurgan 1, tomba 11, mostra I0360, home: Y-DNA R1a1 (SRY1532.2) i mtDNA U5a1
  - kurgan 2, tomba 5, mostra I0361, home: Y-DNA R1a1a (M17) i mtDNA H5b
  - kurgan 1, tomba 6, mostra I0359, dona: mtDNA U5a2a1
  - kurgan 1, tomba 15, mostra I0354, dona: mtDNA U5a1
  - kurgan 2, tomba 1, mostra I0358, dona: mtDNA H6a1a
- Enterraments kurgan al cementiri Spiridonovka II:
  - kurgan 1, tomba 1, mostra I0430, home: Y-DNA R1a1a1b2a2a (Z2123) i mtDNA H3g
  - kurgan 1, tomba 2, mostra I0431, dona: mtDNA H2b
  - kurgan 11, tomba 12, mostra I0421, dona: mtDNA H3g
- Enterraments kurgan al cementiri Barinovka I:
  - kurgan 2, tomba 17, mostra I0423, home: R1a1a1b2 (Z93) i mtDNA J2b1a2a
  - kurgan 2, tomba 24, mostra I0422, dona: mtDNA tipus T1a1
- Enterraments kurgan al cementiri Novosel'ki:
  - kurgan 6, tomba 4, mostra I0232, home: R1a1a1b2 (Z93), mtDNA U5a1f2
- Enterraments kurgan al cementirit Uvarovka I:
  - kurgan 2, tomba 1, mostra I0424, home: R1a1a1b2 (Z93); mtDNA T2b4
- Enterraments kurgan al cementiri Rozhdestvenno I:
  - kurgan 5, tomba 7, mostra I0234, dona: mtDNA K1b2a
  - kurgan 4, tomba 4, esquelet 2, mostra I0235, dona: mtDNA I1a1